# Puente Mezcala Solidaridad
El puente Mezcala Solidaridad es un puente atirantado situado en el municipio de Mártir de Cuilapan, Guerrero, México sobre el río Balsas (conocido en esta región como Mezcala). Concretamente, se localiza en el kilómetro 221 de la Autopista del Sol (95D) que comunica a la ciudad de Cuernavaca en el estado de Morelos con Acapulco, en la costa del estado de Guerrero.
La longitud total del puente es de 911 m con un vano principal de 311 m suspendido de tres mástiles por medio de tirantes. Se extiende 911 m a lo largo y alcanza 20 m de ancho. El puente tiene dos vanos principales y una altura de 160 m.

Es el segundo más alto de México, el segundo de América Latina y el número 23 en el mundo.

## Historia
Un nuevo programa nacional de carreteras se inició en México entre 1989 y 1994. Bajo este programa, la carretera federal "Cuernavaca - Acapulco", también llamada la "Ruta del Sol", fue propuesto para ser redirigida a reducir la distancia, así como el tiempo de viaje. Una nueva ruta prevista de 263 kilómetros (163 millas) de longitud se ha elaborado lo que redujo la distancia de 49 km (30 millas) entre Cuernavaca y Acapulco, y también redujo el tiempo de viaje entre la Ciudad de México y el puerto de Acapulco, a alrededor de 3,5 horas.
Sin embargo, este desvío de la carretera requiere cruzar del río Balsas (también conocido como el río Mezcala, en un lugar (150 km (93 millas) de Cuernavaca ), donde el ancho del río de orilla a orilla varía de 800-1000 m (2.600 - 3.300 pies). Las laderas de las colinas en la orilla también fueron encontrados para ser pronunciada. En consecuencia, el puente Mezcala fue planeado y diseñado para cruzar el río. Este puente también es conocido por el nombre de "Mezcala-Solidaridad" del puente.
En 2010, como parte de las celebraciones de México para su Bicentenario, una serie de caminos, se consideró que parte de la "Ruta 2010", que conmemora diversos caminos tomados durante las campañas militares. La carretera 95 era una parte de la ruta llamada "Los Sentimientos de la Nación la Ruta", que incluía la conexión entre la Ciudad de México y Acapulco. La ruta conmemora una campaña militar dirigida por José María Morelos.

## Diseño
El concepto innovador de este puente, con cuatro tramos adyacentes principales sufridas por tres arpas consecutivos de estancias (con tres torres altas y con la torre central es el pilón central principal (muelle) de 173 m (568 pies) de altura, fue diseñado por el ingeniero nicaragüense Modesto Armijo, director de la empresa mexicana "COMEC SA", para la cuenta de la Agencia de la Secretaría de Comunicaciones y Transportes (Secretaría de Comunicaciones y Transportes). El diseño detallado también se logró por Modesto Armijo y Chauvin Alain de "COMEC, SA". Mientras COMEC hizo el diseño de ingeniería estructural, los diseños de ingeniería fueron verificados por EEG Gecti Estudios Europa y los cables han sido facilitadas por Freyssinet Internacional.
El cálculo de los efectos estáticos y dinámicos de viento fuerte en el puente, cuando en servicio como en la construcción, se llevó a cabo utilizando el "Escáner" programa de ordenador, teniendo en cuenta las mediciones aerodinámicas realizadas en el Carmel West Wind Laboratory (J. Raggett ) en un modelo de la cubierta del puente, con la ayuda de Pr Scanlan. Cuidadosos estudios sobre el comportamiento de este puente en condiciones sísmicas también se llevaron a cabo utilizando el mismo programa informático.
El valle sobre el que pasa el puente es de aproximadamente 160 m (520 pies) de profundidad. El puente consta de seis tramos, con longitudes de los tramos en el siguiente orden: 42 m (138 pies), 69 m (226 pies), 86 m (282 pies), 301 m (988 pies), 313 m (1,027 pies ), y 80 m (260 pies), para una longitud total de 891 m (2,923 pies).

## Galería

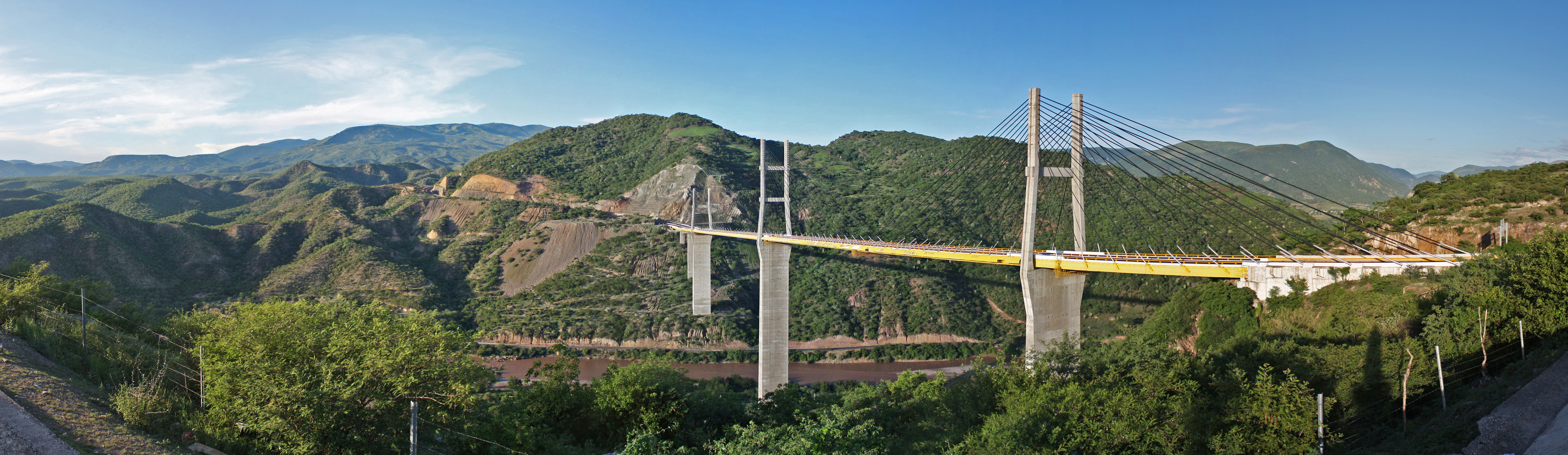
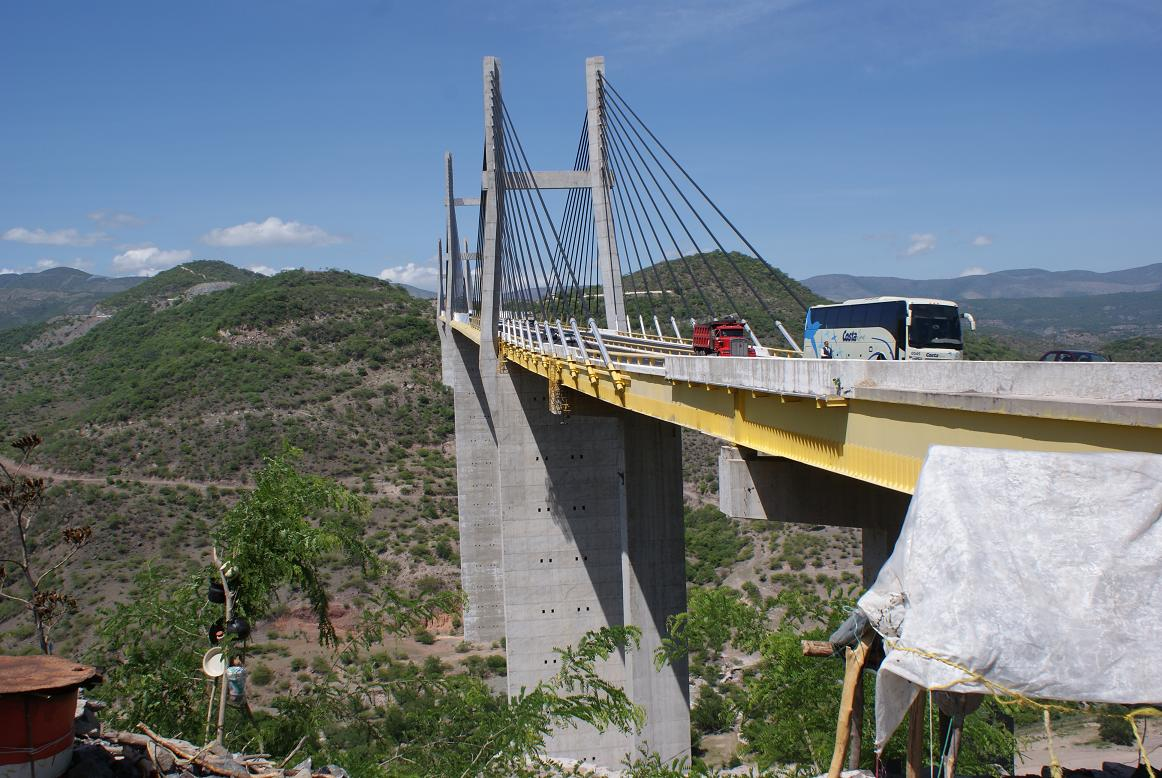
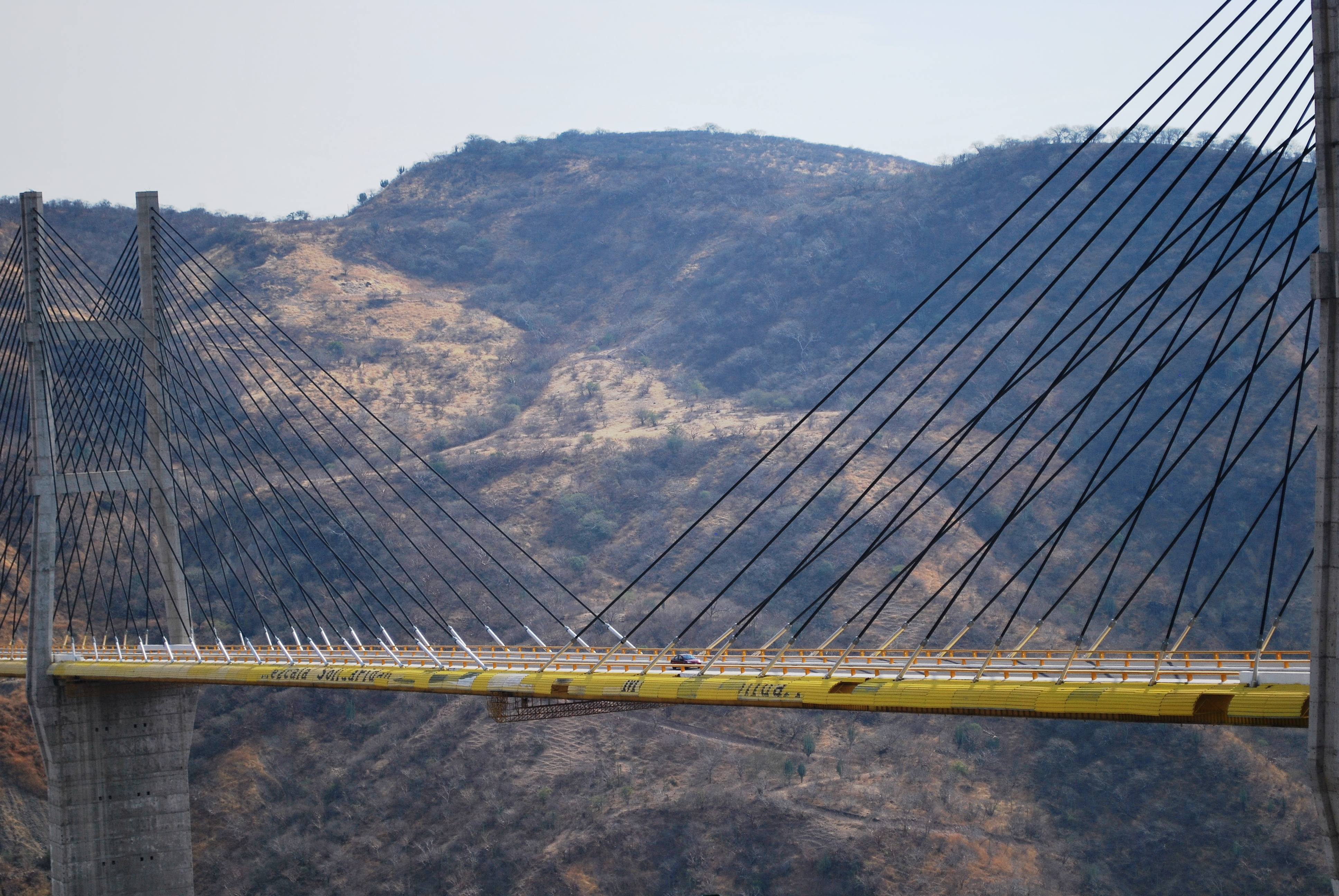
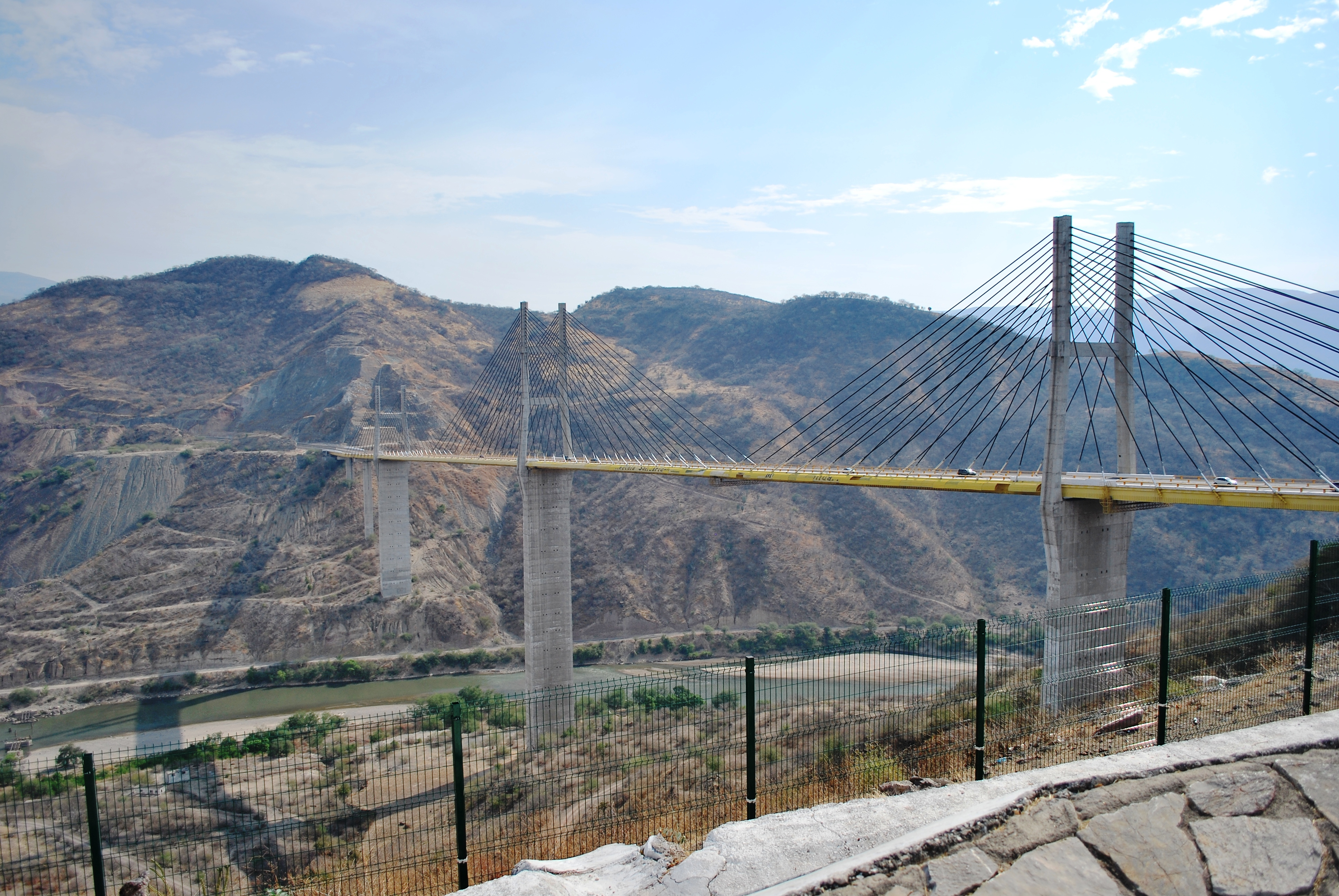
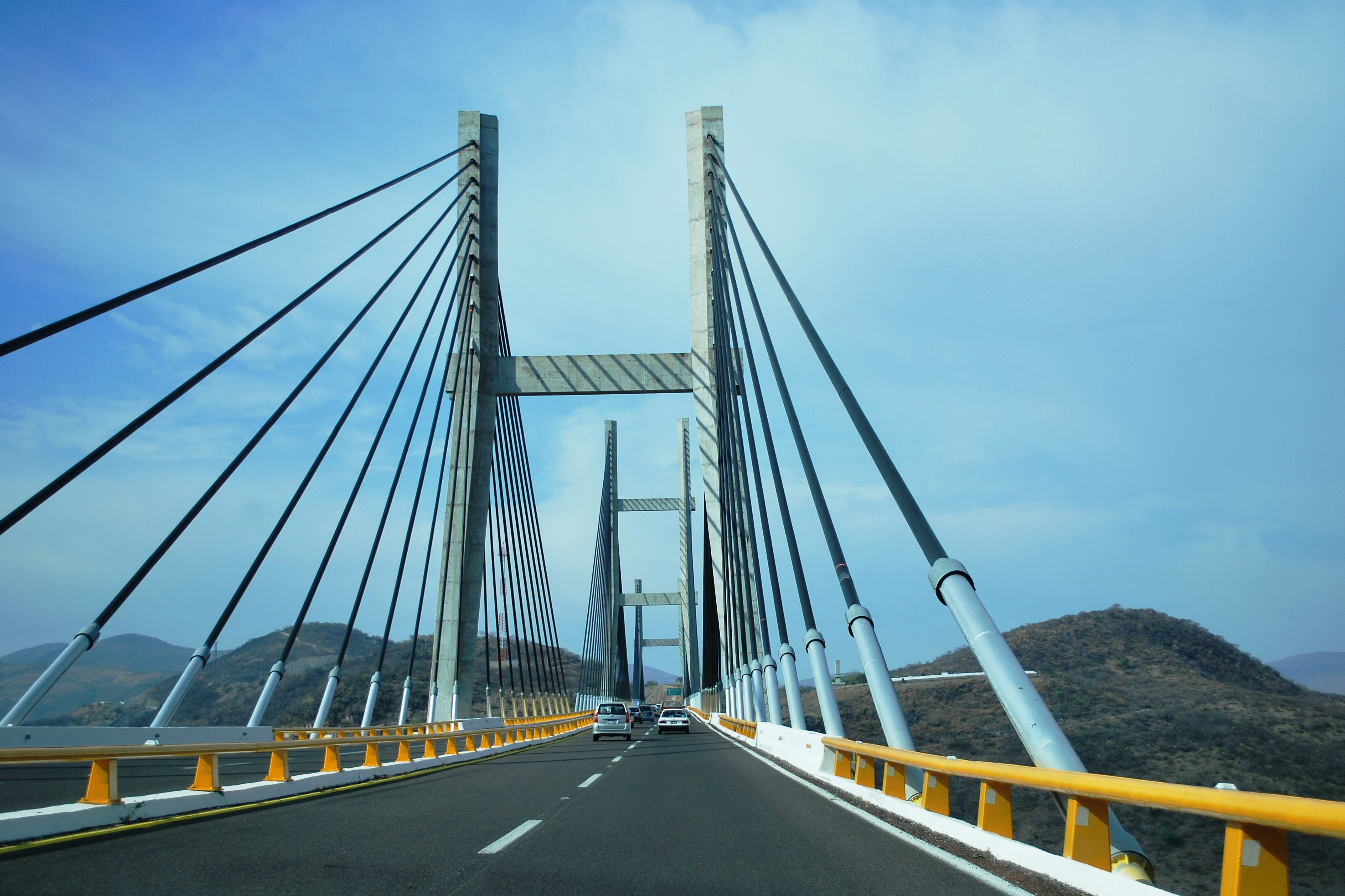